# Grand Prix Formule 1 van België 1985
De Grand Prix Formule 1 van België 1985 werd verreden op 15 september op het op het Circuit de Spa-Francorchamps in Stavelot. Het was de dertiende race van het seizoen.

## Uitslag
| Pos. | Nr. | Coureur            | Constructeur           | Rondes | Tijd / Oorzaak uitval | Grid | Punten |
| ---- | --- | ------------------ | ---------------------- | ------ | --------------------- | ---- | ------ |
| 1    | 12  | Ayrton Senna       | Lotus-Renault          | 43     | 1:34:19.893           | 2    | 9      |
| 2    | 5   | Nigel Mansell      | Williams-Honda         | 43     | + 28.422              | 7    | 6      |
| 3    | 2   | Alain Prost        | McLaren-TAG            | 43     | + 55.109              | 1    | 4      |
| 4    | 6   | Keke Rosberg       | Williams-Honda         | 43     | + 1:15.290            | 10   | 3      |
| 5    | 7   | Nelson Piquet      | Brabham-BMW            | 42     | + 1 Ronde             | 3    | 2      |
| 6    | 16  | Derek Warwick      | Renault                | 42     | + 1 Ronde             | 14   | 1      |
| 7    | 17  | Gerhard Berger     | Arrows-BMW             | 42     | + 1 Ronde             | 8    |        |
| 8    | 8   | Marc Surer         | Brabham-BMW            | 42     | + 1 Ronde             | 12   |        |
| 9    | 25  | Philippe Streiff   | Ligier-Renault         | 42     | + 1 Ronde             | 18   |        |
| 10   | 18  | Thierry Boutsen    | Arrows-BMW             | 40     | + 3 Rondes            | 9    |        |
| 11   | 26  | Jacques Laffite    | Ligier-Renault         | 38     | Ongeluk               | 17   |        |
| 12   | 29  | Pierluigi Martini  | Minardi-Motori Moderni | 38     | + 5 Rondes            | 24   |        |
| 13   | 3   | Martin Brundle     | Tyrrell-Renault        | 38     | + 5 Rondes            | 21   |        |
| NC   | 24  | Huub Rothengatter  | Osella-Alfa Romeo      | 37     | Niet geklasseerd      | 23   |        |
| DNF  | 22  | Riccardo Patrese   | Alfa Romeo             | 31     | Motor                 | 15   |        |
| DNF  | 23  | Eddie Cheever      | Alfa Romeo             | 26     | Versnellingsbak       | 19   |        |
| DNF  | 15  | Patrick Tambay     | Renault                | 24     | Versnellingsbak       | 13   |        |
| DNF  | 19  | Teo Fabi           | Toleman-Hart           | 23     | Gaspedaal             | 11   |        |
| DNF  | 11  | Elio De Angelis    | Lotus-Renault          | 17     | Turbo                 | 9    |        |
| DNF  | 30  | Christian Danner   | Zakspeed               | 16     | Versnellingsbak       | 22   |        |
| DNF  | 9   | Philippe Alliot    | RAM-Hart               | 10     | Ongeluk               | 20   |        |
| DNF  | 28  | Stefan Johansson   | Ferrari                | 7      | Spin                  | 5    |        |
| DNF  | 20  | Piercarlo Ghinzani | Toleman-Hart           | 7      | Ongeluk               | 16   |        |
| DNF  | 27  | Michele Alboreto   | Ferrari                | 3      | Koppeling             | 4    |        |

## Wetenswaardigheden
- De race was voorzien voor 2 juni, maar moest verplaatst worden door barsten die ontstonden tijdens de eerst vrije training. Het nieuwe asfalt dat meer grip zou moeten geven in de regen was slechts twee weken voor de oorspronkelijke datum aangebracht.[1]
- De eerste vijf in de einduitslag waren of werden wereldkampioen.

## Statistieken
| Pole-position | Alain Prost | McLaren-TAG | 1:55.306 |
| Snelste ronde | Alain Prost | McLaren-TAG | 2:01.730 |

## Noot
- Dit was het debuut van de Duitse coureur Christian Danner.

1925 · 1930 · 1931 · 1933 · 1934 · 1935 · 1937 · 1939 · 1947 · 1949 · 1950 · 1951 · 1952 · 1953 · 1954 · 1955 · 1956 · 1958 · 1960 · 1961 · 1962 · 1963 · 1964 · 1965 · 1966 · 1967 · 1968 · 1970 · 1972 · 1973 · 1974 · 1975 · 1976 · 1977 · 1978 · 1979 · 1980 · 1981 · 1982 · 1983 · 1984 · 1985 · 1986 · 1987 · 1988 · 1989 · 1990 · 1991 · 1992 · 1993 · 1994 · 1995 · 1996 · 1997 · 1998 · 1999 · 2000 · 2001 · 2002 · 2004 · 2005 · 2007 · 2008 · 2009 · 2010 · 2011 · 2012 · 2013 · 2014 · 2015 · 2016 · 2017 · 2018 · 2019 · 2020 · 2021 · 2022 · 2023 · 2024 · 2025 · 2026 · 2027 · 2029 · 2031